# Muang Nalè
Muang Nalè är ett distrikt i Laos.   Det ligger i provinsen Luang Namtha, i den nordvästra delen av landet, 300 km norr om huvudstaden Vientiane.